# Katedrala svobode
Katedrala svobode (tudi Plečnikov parlament) je drugi od dveh idejnih načrtov za slovenski parlament, ki ga je izdelal znani slovenski arhitekt Jože Plečnik leta 1947, na povabilo tedanjega predsednika Ljudske skupščine, za zidanje novega slovenskega parlamenta, Ime je prav tako Plečnikova zamisel.
Parlament naj bi stal v Ljubljani v Tivoliju, pred ribnikom. Projekt ni bil realiziran zaradi finančnih težav. Prva njegova zamisel (iz druge polovice 40. let 20. stoletja) za parlament je bila postavljena na mesto dela ljubljanskega gradu. Pravzaprav je hotel celotno grajsko stavbo podreti in namesto nje postaviti monumentalno osemkotno zasnovano zgradbo parlamenta s slavnostnim dostopom, ki bi se začel poleg magistrata ob vznožju grajskega griča; ni jasno, ali je šlo za resno namero ali zgolj umetniško študijo. 

## Zasnova
Masivna kvadratna kolonada bi obkrožala valjasto dvonadstropno glavno poslopje, nad katero bi se dvigala visoka stožčasta kupola. Slonela bi na poševnih stebrih in bi se razpenjala nad parlamentarno zbornico. Pročelje bi merilo 50 metrov v dolžino, stožec pa bi se vzpenjal do višine 120 metrov. Plečnik je zasnoval nekaj rahlo različnih si načrtov, nekateri vsebujejo drugo krožno kolonado na drugem nadstropju glavnega poslopja, ali pa asimetrično pritličje. Načrti in maketa so bili navdih za različne umetniške interpretacije, za znamke in slovenski kovanec (oblikoval M. Licul). Stožčasti parlament in voda sta navdihnila celo projekt za beneški bienale.